# Nhạc Mỹ Latinh

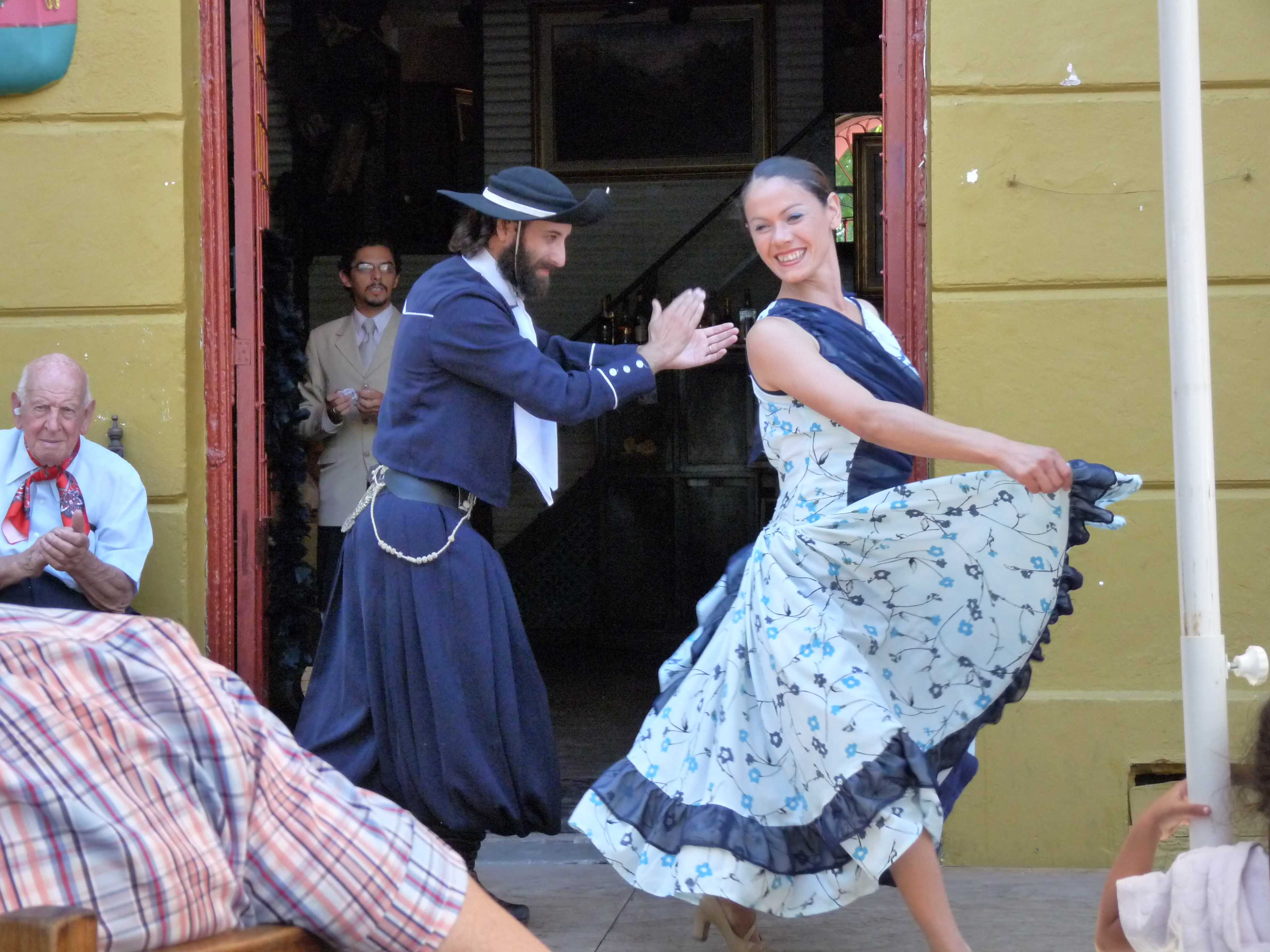
Điệu tăng-gô của Ác-hen-ti-na là một trong những thể loại nhạc Latinh phổ biến nhất.

Nhạc Mỹ Latinh là một thể loại nhạc có nguồn gốc từ khu vực Mỹ Latinh thuộc châu Mỹ ngày nay. Thể loại này là một hỗn hợp các thể loại nhạc khác, gồm pop, jazz, rock, hip hop được pha lẫn và thêm thắt để phù hợp với văn hóa Mỹ Latinh.

## Nhạc Mỹ Latinh theo quốc gia

### Argentina
Tại Ác-hen-ti-na, điệu tăng-gô có lẽ là thể loại nhạc Latinh phổ biến nhất của quốc gia này. Các thể loại nhạc Latinh truyền thống khác bao gồm Chacarera, Milonga, Zamba và Chamamé. Thể loại hiện đại thì gồm có Cuarteto và tango điện tử.

### Belize

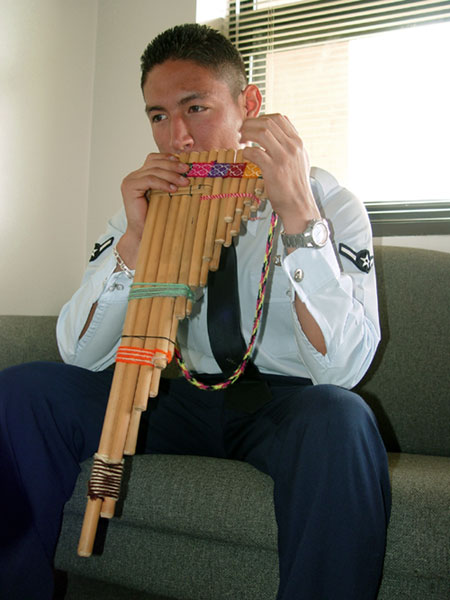
Kèn Zampoña là một loại nhạc cụ phổ biến của các quốc gia vùng núi An-đét.

Tại Bê-li-dê, vốn là một phần của văn minh Maya cũ, âm nhạc của quốc gia này chịu ảnh hưởng từ nhạc cổ xưa của các tộc người Kreol, Mestizo, Garifuna, và Maya. Sau khi Maya bị quân Tây Ban Nha, sau đó là quân Anh xâm lược, làn sóng âm nhạc châu Âu đã có thêm ảnh hưởng tới âm nhạc của Bê-li-dê. Các thể loại nhạc truyền thống phổ biến của nước này là brukdown, garifuna, ngoài ra nhạc hiện đại cũng bị chịu ảnh hưởng của reggae và hip hop.

### Bolivia
Đất nước Bô-li-vi-a từng là một phần của nền văn minh Inca xưa cũ. Sau đó, tình trạng của nền văn minh cũng chịu chung số phần với các nền văn minh lớn khác là Aztec và Maya khi nền văn minh này bị đế quốc Tây Ban Nha xâm chiếm. Tương tự như các nền văn minh khác, âm nhạc của Bô-li-vi-a cũng bị chịu tác động mạnh mẽ của âm nhạc châu Âu, với phần ảnh hưởng của pop, rock, reggae, hip hop... Một số thể loại nhạc truyền thống còn giữ lại được của đất nước này là Huayno, Saya, Lamento, Taki Taki...

### Brasil
Tương tự như các đất nước Nam Mỹ khác, âm nhạc Bra-xin cũng chịu ảnh hưởng của các thể loại nhạc Âu-Mỹ. Một số thể loại truyền thống là Bossa nova và Forró.